# فرودگاه سیتو
فرودگاه سیتو (به انگلیسی: Sittwe Airport) یک فرودگاه با کد یاتا AKY است که یک باند فرود قیر دارد و طول باند آن ۱۸۲۹ متر است. این فرودگاه در کشور برمه قرار دارد و در ارتفاع ۸ متری از سطح دریا واقع شده است.

## شرکت‌های هواپیمایی و مقصدهای پروازی
| شرکت‌های هواپیمایی         | مقصدهای پروازی   | Route    |
| ------------------------- | ---------------- | -------- |
| Air Bagan                 | تاندوه، یانگون   | Domestic |
| Air KBZ                   | تاندوه، یانگون   | Domestic |
| Myanmar National Airlines | کیاوکپیو، یانگون | Domestic |